# Moldavia ai XXII Giochi olimpici invernali
La Moldavia ha partecipato ai XXII Giochi olimpici invernali, che si sono svolti dal 12 al 28 febbraio 2010 a Soči in Russia, con una delegazione di quattro atleti.

## Biathlon
| Gara          | Atleta              | Tempo   | Penalità | Posizione |
| ------------- | ------------------- | ------- | -------- | --------- |
| 7,5 km sprint | Alexandra Camenscic | 27'37"0 | 5 (2+3)  | 84        |

## Sci alpino
| Gara                  | Atleta        | Tempo totale | Posizione |
| --------------------- | ------------- | ------------ | --------- |
| Supergigante maschile | Georg Lindner | DNF          | DNF       |

## Sci di fondo
| Gara                   | Atleta              | Finale  | Finale   | Finale    |
| Gara                   | Atleta              | Tempo   | Distacco | Posizione |
| ---------------------- | ------------------- | ------- | -------- | --------- |
| 10 km tecnica classica | Alexandra Camenscic | 49'52"6 | +11'34"8 | 71        |

| Gara   | Atleta         | Qualificazioni | Qualificazioni | Quarti di finale | Quarti di finale | Semifinale      | Semifinale      | Finale          | Finale          |
| Gara   | Atleta         | Tempo          | Posizione      | Tempo            | Posizione        | Tempo           | Posizione       | Tempo           | Posizione       |
| ------ | -------------- | -------------- | -------------- | ---------------- | ---------------- | --------------- | --------------- | --------------- | --------------- |
| Sprint | Victor Pinzaru | 4'04"91        | 77             | non qualificato  | non qualificato  | non qualificato | non qualificato | non qualificato | non qualificato |

## Slittino
| Gara             | Atleta         | Manche 1 | Manche 1  | Manche 2 | Manche 2  | Manche 3 | Manche 3  | Manche 4 | Manche 4  | Totale   | Totale    |
| Gara             | Atleta         | Tempo    | Posizione | Tempo    | Posizione | Tempo    | Posizione | Tempo    | Posizione | Tempo    | Posizione |
| ---------------- | -------------- | -------- | --------- | -------- | --------- | -------- | --------- | -------- | --------- | -------- | --------- |
| Singolo maschile | Bogdan Macovei | 54"591   | 37        | 54"271   | 35        | 53"925   | 35        | 53"779   | 36        | 3'36"566 | 36        |